# Aguilar de Campos
Aguilar de Campos es un municipio y localidad española de la provincia de Valladolid, en la comunidad autónoma de Castilla y León. Está identificada con la antigua Intercatia, aunque otros autores la ubican en Villalpando (Zamora), Montealegre y Tordehumos (Valladolid), Paredes de Nava (Palencia).

## Geografía
Se encuentra en la carretera local VP-5506 a 5,5 km de la carretera nacional N-601, y a 20 km de Medina de Rioseco, entre Valladolid y León, en la comarca histórica de Tierra de Campos.
Es un pueblo agrícola y ganadero. Su término municipal comprende 49,7 kilómetros cuadrados. En 1981 tenía una población de 499 habitantes. Según el INE, en 2008 el número de habitantes se había reducido a 306 y en 2018, a 244.
El municipio es atravesado por el río Navajos, también conocido como arroyo Bustillo o Ahogaborricos, afluente del Valderaduey.

## Geografía humana

### Demografía
Cuenta con una población de 259 habitantes (INE 2024).
| Gráfica de evolución demográfica de Aguilar de Campos entre 1842 y 2021                                               |
| |
| Población de derecho según los censos de población del INE. Población de hecho según los censos de población del INE. |

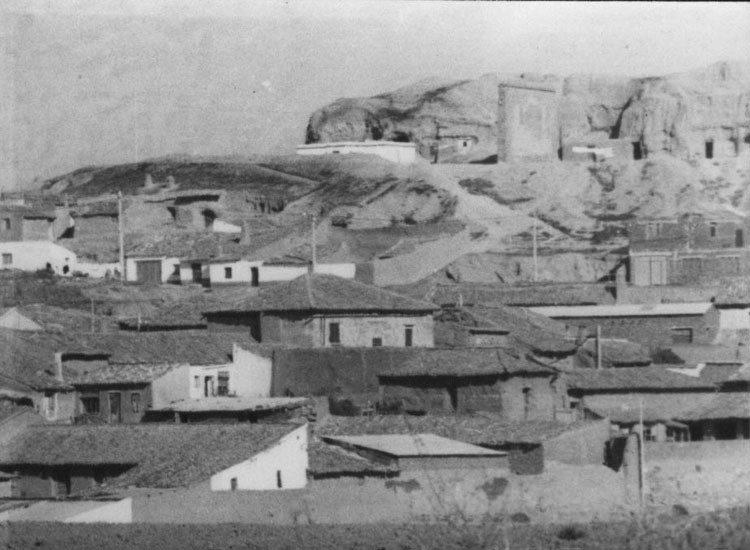
Vista de la localidad, primera mitad del

La pérdida de población ha sido uno de los males endémicos de la comarca de Tierra de Campos. Las precarias condiciones de vida que acarreaba la estructura económica tradicional no ofrecían demasiados alicientes para quedarse. Demasiado a menudo se sucedían periodos de penuria, provocados por la pérdida de las cosechas. Si estas no aportaban apenas excedentes en los años en los que llegaban a buena sazón, bien podemos deducir que nos encontramos ante una comarca inicialmente superpoblada en relación con tipo de economía y a la estructura de la propiedad imperante en la misma.
La emigración se ha erigido desde siempre en válvula de escape de las tensiones destiladas por la dialéctica población-recursos. Durante los dos primeros decenios del siglo XX la migración vino dada por la incidencia de la filoxera, que destruyó la mayor parte del viñedo castellano.
Las salidas de población mantuvieron su vigor en los años treinta dada la especial situación socioeconómica del país. Entre 1940 y 1959 el proceso se atenuó sensiblemente, registrándose los índices más bajos de todo el siglo. Son los años más duros de la posguerra: aunque la situación en Tierra de Campos era mala, no era mucho mejor en otros lugares.
Si bien hasta ahora la migración no propiciaba un descenso significativo en el número de efectivos, los nuevos factores de índole económica, van a inducir un brusco giro al proceso. Tales factores son, por un lado la abundancia de mano de obra y el proceso de mecanización fulgurante, y por otro la aparición de las fábricas en el medio urbano. Estos tres factores logran sincronizarse de forma tal que eclosionarán en el gran éxodo rural desencadenado a partir de 1955, que marca el inicio del éxodo rural que se prolongará hasta los años setenta. En el exterior las cosas estaban mejorando, existían mejores perspectivas, y durante el quinquenio 1961-65 el fenómeno migratorio alcanzó su mayor intensidad a la par que, en las ciudades, se estaban creando miles de puestos de trabajo.
El Plan de Estabilización de 1959 favoreció esta corriente migratoria al abrir las puertas de Europa a los trabajadores españoles. A ello se unen las malas condiciones internas, agravadas por unas malas cosechas en 1960 y 1961.
Estable hasta los años 50, la población de Aguilar sufre en el cuarto de siglo posterior unas pérdidas demográficas brutales, cifradas en 399 efectivos. Entre 1955 y 1970 el número de los que abandonan el pueblo representa el 38 por 100 de la población que había en 1955. La década de los sesenta supone la pérdida del 27 por ciento de la población, pasándose de los casi 900 habitantes en 1960 a los 650 que se contabilizaron diez años después.
El ritmo comienza a decrecer a partir de 1965. La capacidad de emigración va quedando agotada, pero continúa la pérdida de efectivos en un proceso en el que el envejecimiento de la población y la escasa natalidad comienzan a cobrar protagonismo. En 1979 la población de Aguilar era tan sólo el 53,83 por ciento de la existente en 1900. Un dato concluyente es el de la densidad de población: en Aguilar se ha pasado de 20,28 habitantes por kilómetro cuadrado en 1900, a menos de 8 en la actualidad. Los datos para el conjunto de Tierra de Campos son muy similares: la variación de la población entre 1950 y 1985 es de una relación de 100 para la primera fecha y 53,42 para la segunda, lo que supone una disminución de efectivos de casi el 50 por ciento.
A partir de aquí el panorama no deja de ensombrecerse: el propio crecimiento vegetativo (es decir, el saldo entre nacimientos y defunciones) dará lugar a cifras negativas.

## Cultura

### Patrimonio
Aguilar de Campos es el ejemplo más importante de villa de fundación medieval. Antiguamente se llamaba Castro Mayor (por el antiguo castillo de tapial que dominaba el lugar, ahora desaparecido).  En 1200, Aguilar de Campos pasó del reino de León a manos de los Almirantes de Castilla, quienes ejercieron su jurisdicción en el municipio hasta el siglo XVII. En 1389 Juan I de Castilla donó la villa de Aguilar de Campos a Alfonso Enríquez, Primer Almirante de Castilla, que se casó con Doña Juana de Mendoza.
Conserva varios monumentos relevantes, entre los que destaca:
- Plaza Mayor con su rollo jurisdiccional y la iglesia de San Andrés (declarados Bien de Interés Cultural en la categoría de monumento).
- Restos de un antiguo castillo derruido.
- Barrio de las casas cueva.
- Plaza de San Pedro.
- Conjunto de casas de la villa realizadas principalmente de adobe y tapial, que siguen un perfecto trazado urbanístico.
- Iglesia de San María.
- Convento de Nuestra Señora de la Fuentes, que habitaron monjes franciscanos.
- Antiguo molino de viento restaurado, en las afueras del pueblo.

A esto hay que añadir un rico patrimonio natural de paisaje terracampino, fuentes naturales y fauna local, cinegética, avutardas, milanos, búhos campestres, toda clase de aves migratorias y algún lobo.
Aguilar de Campos contaba con cinco iglesias parroquiales:
- Santa María, actual iglesia parroquial..
- San Pedro (derruida y desaparecida en torno a 1957), en su lugar se halla una fuente y la plaza de San Pedro.
- San Andrés (al culto hasta 1962, actualmente destinada a actos culturales)
- San Esteban (desaparecida en torno a 1775).
- San Martín (en ruina y decadencia antes de 1775).

La fundación de algunas de estas parroquias es anterior a 1180, y estuvieron atendidas por un cabildo de 22 eclesiásticos. Además existía el antiguo convento franciscano, del que se conserva la ermita de la Virgen de las Fuentes. 
La patrona de la villa es la Virgen de las Fuentes.
Iglesia de San Andrés

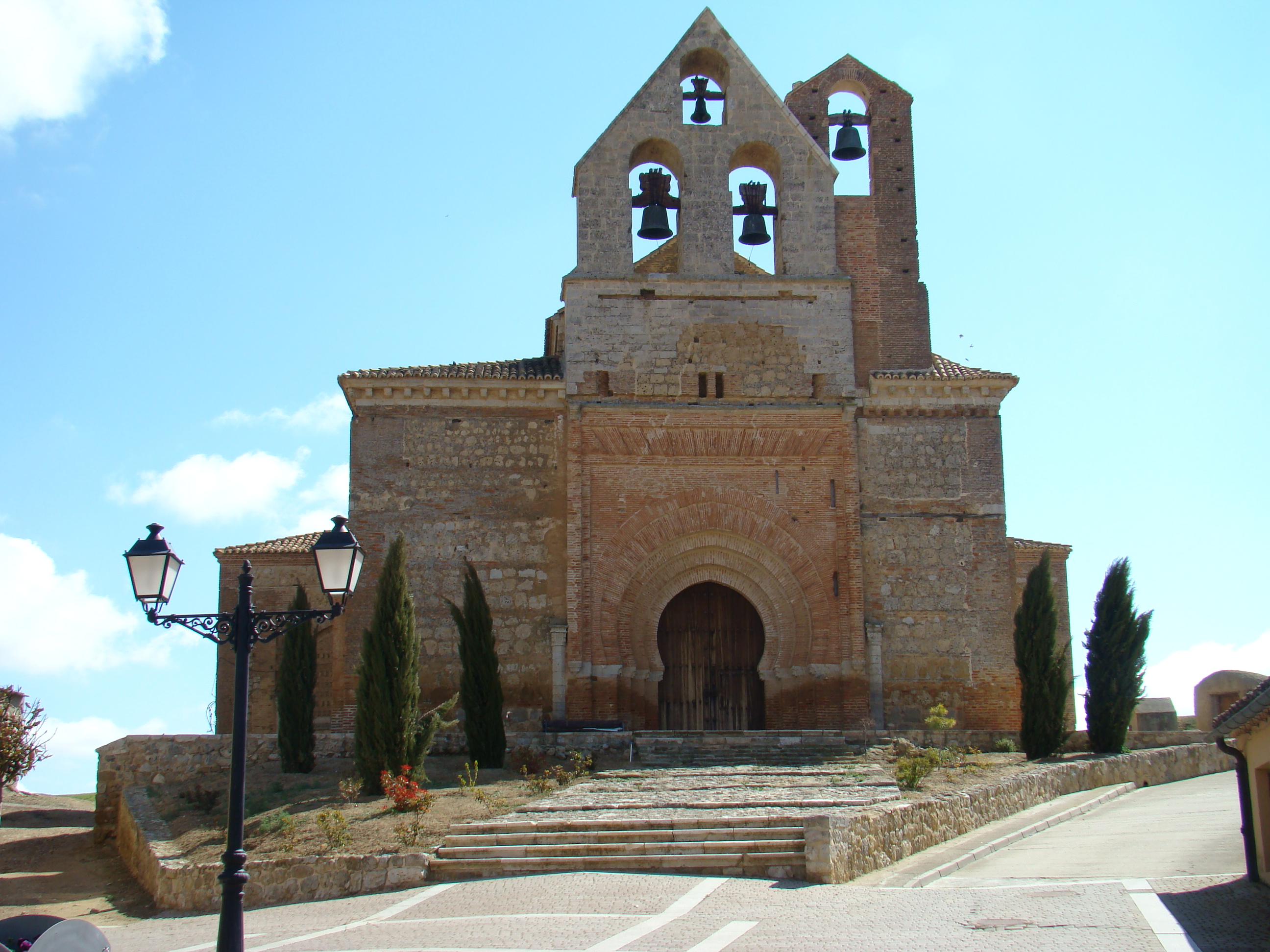
Vista de la iglesia mudéjar de San Andrés

Está situada en lo más alto de la población, en la ladera del cerro donde estuvo el castillo, y su construcción fue costeada por el almirante Fadrique Enríquez. Es grandiosa, de estilo gótico-mudéjar y construida a mediados del siglo XIV. Los materiales que se usaron en esta iglesia fueron piedra de mampostería y ladrillo. La perspectiva desde el rollo, que está a buena distancia, es sorprendente.
La fachada oeste (a los pies de la iglesia) tiene una puerta con 4 arquivoltas en herradura apuntada (arco túmido), gran alfiz y 2 espadañas. La portada está flanqueada por 2 pilares con los escudos de la familia Enríquez. La cabecera es más baja que el resto, de planta poligonal y potentes contrafuertes. Tiene una sola ventana gótica en piedra; a lo largo discurren unos canecillos, y también a lo largo de toda la nave.
El retablo es neoclásico con esculturas del Padre Eterno y San Andrés. Lo costeó el arzobispo de Burgos, Manuel Cid y Monroy, bautizado y enterrado aquí. La nave está rematada por una armadura mudéjar de par y nudillo, con motivos pictóricos, muy valiosa.
En 1979 fue declarado Monumento Histórico-Artístico de carácter nacional y en 2009 recibió el reconocimiento de Bien de Interés Cultural (BIC) por la Junta de Castilla y León dentro de la categoría de Monumento. El templo se cerro al culto en 1962, ahora se utiliza con fines culturales.

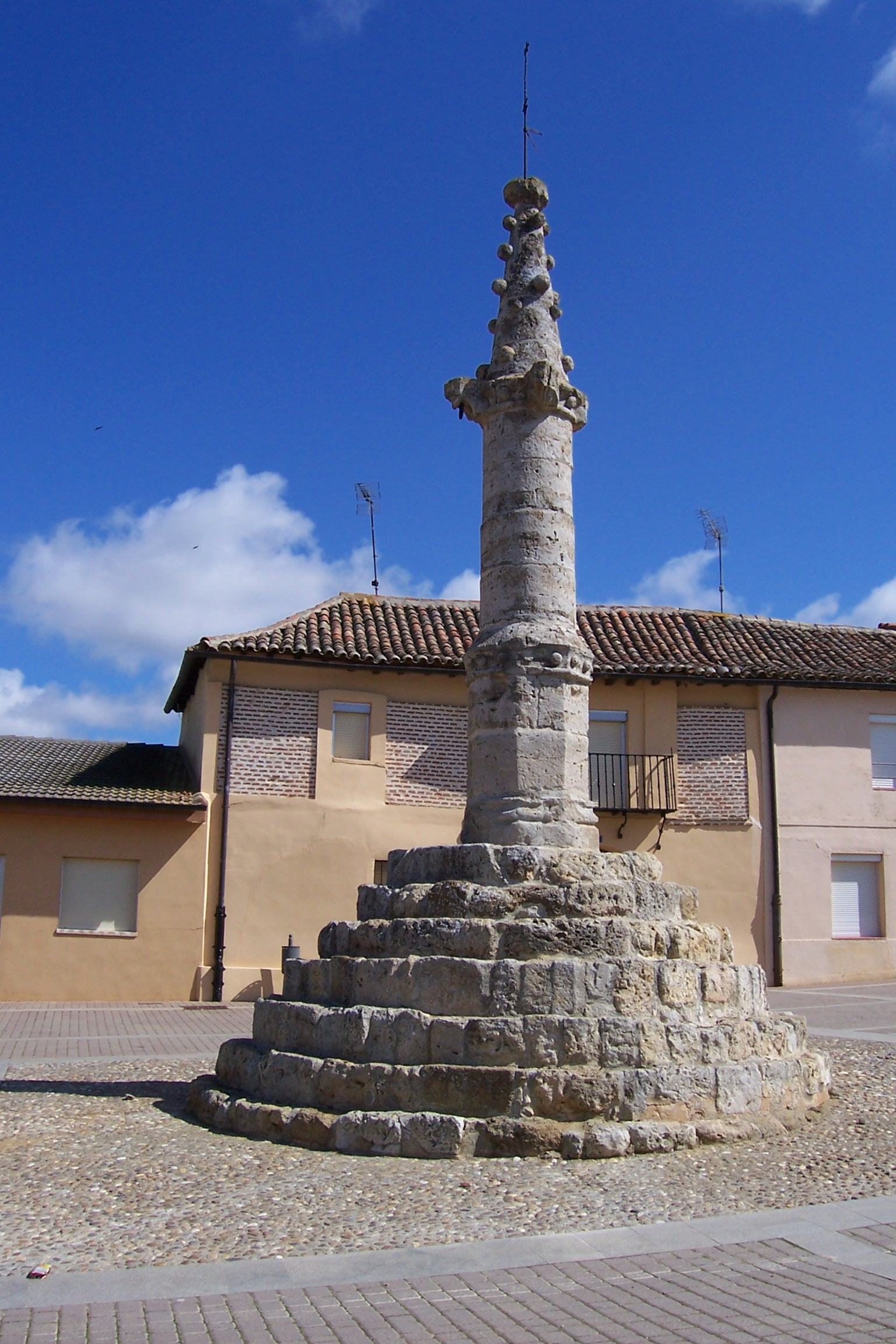
Rollo jurisdiccional
El Rollo gótico o picota e Aguilar de Campos de finales del siglo XV está situado en la Plaza Mayor o Plaza del Mercado junto a la que se debió llamar la Puerta del Azogue, que es la que permitía acceder a la plaza en la que está la Iglesia de San Andrés. Los Rollos representan la justicia medieval que estuvo vigente durante todo el Antiguo Régimen. Una justicia de señores que se aplicaba sobre el pueblo llano, como así fue durante muchos siglos. Esos señores en el caso de Aguilar de Campos fueron los Almirantes de Castilla, bajo cuyo señorío se levantó el rollo jurisdiccional. El de Aguilar tiene cuatro gárgolas como canes, con  argollas colgando que están ya muy desgastadas, a las cuales se ataría el ajusticiado.  Dispone de siete escalones y pedestal hexagonal, acabado en adorno de bezantes, un segundo cuerpo cilíndrico rematado a modo de capitel con restos de  terminado en forma cónica, y decorado con sencillas bolas o perlas. Con la Constitución de Cádiz de 1812 se pone fin entonces al llamado Antiguo Régimen y se ordena demoler los Rollos de justicia. Pero dicha orden no se cumplió y volvió a emitirse en 1837, durante la regencia de María Cristina, que tampoco se cumplió. El Rollo de Aguilar no fue demolido y hoy en día podemos seguir disfrutándolo, siendo un trozo de historia viva. 

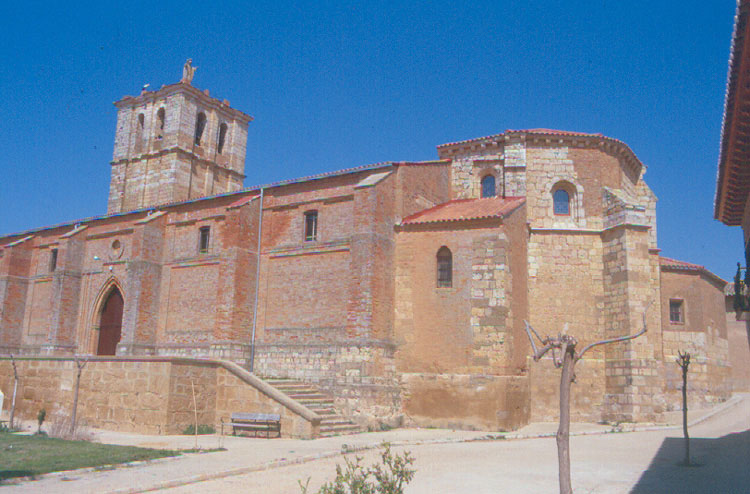
Iglesia de Santa María
Es uno de los templos más antiguos de Aguilar de Campos. De esta iglesia de construcción en torno al 1180 solamente se conserva la cabecera poligonal, la torre y parte de la eucaristía utilizando como material principal la piedra de sillería. La torre de este templo se construyó en 1587, también con cantería. En la década de 1920 la nave central fue reconstruida, cuando la iglesia de San Pedro (hoy ya desaparecida) quedó en desuso, pasando sus pertenencias a Santa María y a particulares. Una estatua del Sagrado Corazón preside el templo que fue inaugurada un 22 junio del año 1961 siendo párroco Don Marcial Gil. La nueva iglesia construida está construida con ladrillo tiene tres naves divididas por pilares y cubiertas por un techo de madera. En su interior lucen varios retablos con tallas que destacan por su policromía como la Virgen de la Inmaculada de la escuela de Gregorio Fernández, Cristo crucificado de Juan de Malinas, Santa Lucía, San Sebastián, San Antonio, San Agustín, Virgen del Carmen y del Rosario, etc.
Casas Cueva
Una de sus peculiaridades que casi ha pervivido hasta hoy son las bodegas, un tipo de viviendas excavadas en la ladera de la parte superior del pueblo (El Castillo). En Aguilar de Campos se encuentra el conjunto más extenso y único de casas cueva con identidad propia de Tierra de Campos. Se organizan en 4 niveles remontando la pendiente del barrio del castillo: en el nivel 1, están las casas cueva de la calle del Castillo Alto, excavadas en la misma base del antiguo castillo; en el nivel 2, las casas de la calle Cristina; en el nivel 3, las de las calle Luis, y en el nivel 4, en la calle del Castillo sus casas cueva ya han desaparecido por derrumbe y adoptado un aspecto urbano con firme pavimentado y viviendas nuevas. Son espacios acogedores de algo más de 50 m2 con similar temperatura durante todo el año. Hoy en día algunas se conservan en perfecto estado de conservación y se usan como viviendas o peñas.
Convento
La edificación conventual comprendía la iglesia (siglo XVI-XVII), un patio de veinte arcos, tres claustros (al sur de la iglesia) que daban cobijo a 17 celdas y otras dependencias secundarias. Fue utilizado por los padres franciscanos hasta la Desamortización. Actualmente solo queda la ermita y las tapias del cercado de lo que fue el antiguo convento.

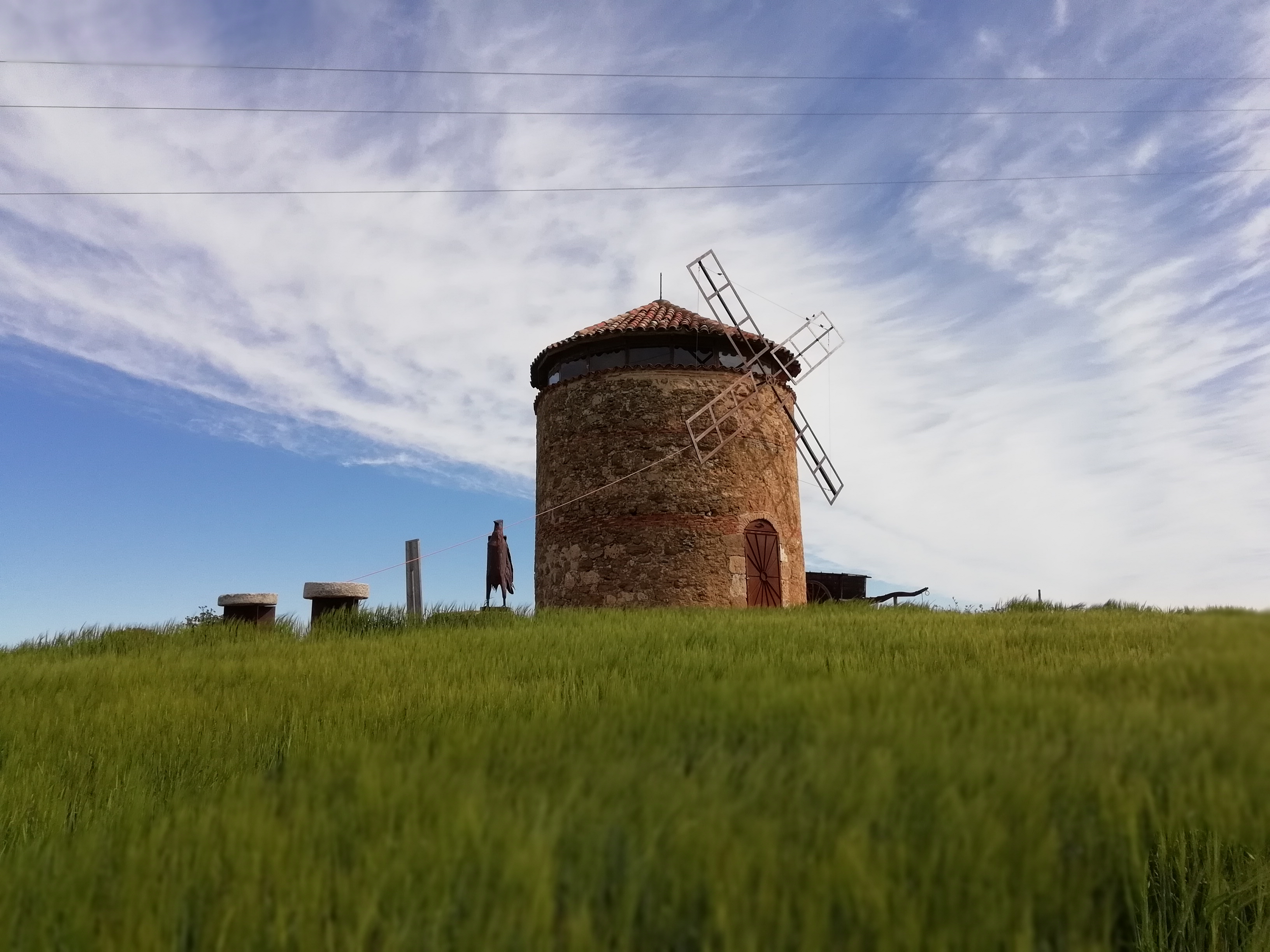
Molino de viento de Aguilar de Campos

Es un edificio de una sola nave, dividida en cuatro tramos con contrafuertes, con un camarín de dos alturas tras la cabecera y un coro bajo a los pies. Fue construido con ladrillo y tapial en el siglo XVII. Su puerta es de piedra y está adintelada. Dentro del templo hay un púlpito de 1761 de estilo rococó y con yeserías. Además dentro hay un retablo sin policromar realizado en el siglo XVIII, con diversas esculturas de San Cayetano, San José, San Jerónimo, San Miguel y un sagrario del siglo XVII.
Molino de Viento
Elemento genuino de la arquitectura tradicional. Es difícil datar exactamente su construcción, pero hay referencia de su existencia en época medieval. Los molinos de viento fueron clave en la economía de esta tierra cerealista (sin demasiados recursos hídricos) hasta el siglo XIX. La mayoría de Tierra de Campos han desaparecido o están arruinados. En Aguilar de Campos, el Catastro del Marqués de la Ensenada recoge tres. Sólo uno se ha podido salvar del olvido. Dispone de dos puertas para evitar dañar a las personas o animales (acémilas, burros, asnos, etc.) cuando las aspas giraban.

### Fiestas
Fiestas de Nuestra Señora de las Fuentes. Se celebran el último domingo de septiembre, siempre que los tres días caigan en septiembre; si no, se adelanta al domingo anterior.

### Asociaciones
La Asociación Cultural El Molino de Viento tiene por fin principal promover la cultura en general, la historia, turismo y arte en la localidad, poniendo en valor los bienes de interés cultural del pueblo, y en especial la iglesia de San Andrés.